# Francisco Oller y Cestero

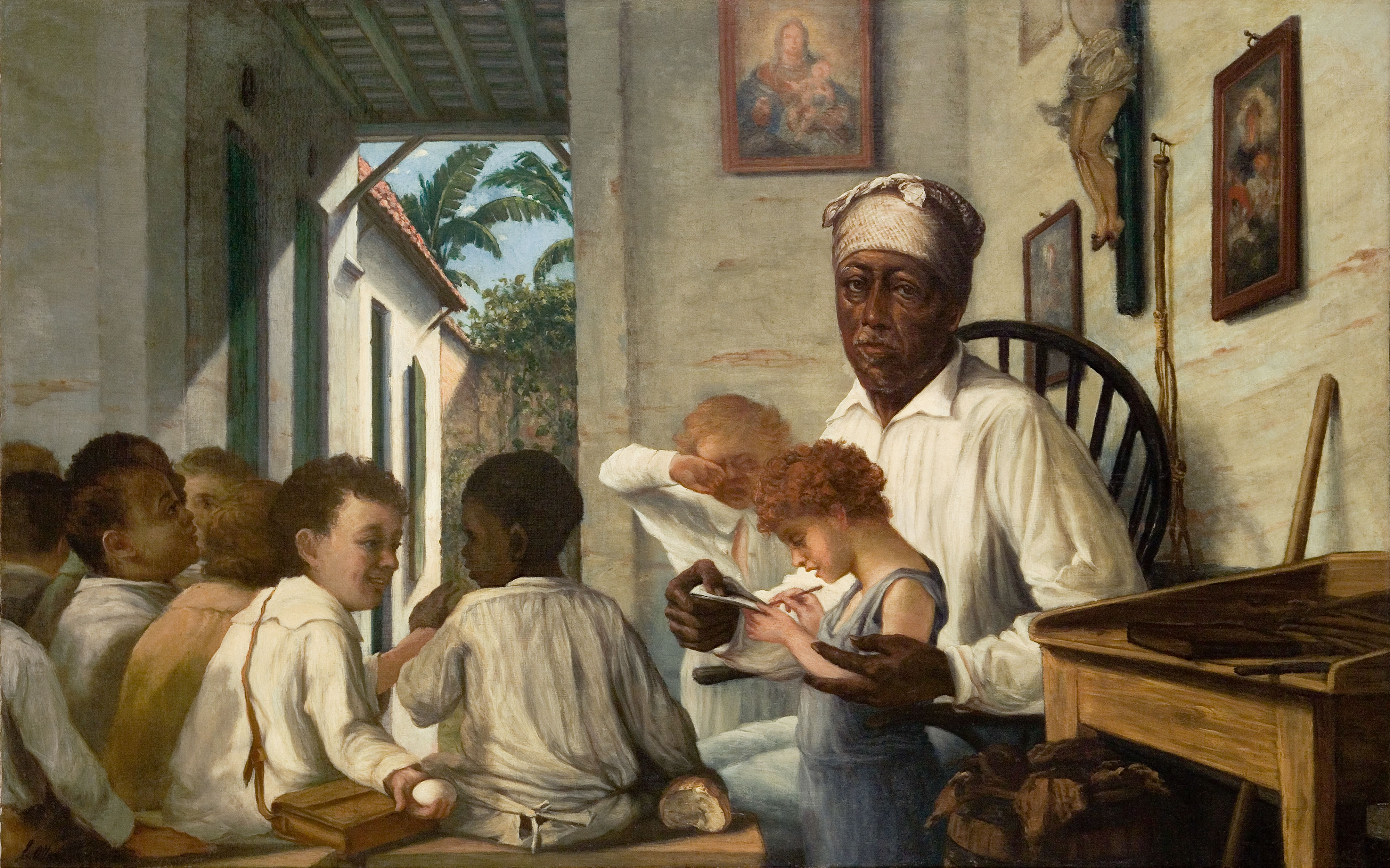
Obraz Francisca Ollera La escuela del Maestro Rafael Cordero (1890–1892)

Francisco Oller, właśc. Francisco Manuel Oller y Cestero (ur. 17 lipca 1833, zm. 17 maja 1917) – malarz latynoamerykański, jedyny artysta tej narodowości, który odegrał ważną rolę w kształtowaniu się impresjonizmu.
Pochodził z Portoryko, był trzecim z czwórki dzieci. W wieku jedenastu lat rozpoczął naukę rysunku pod okiem Juana Cleta Noy. W wieku lat osiemnastu przeprowadził się do Madrytu, gdzie studiował malarstwo w Royal Academy of San Fernando. W 1858 przeniósł się do Paryża, tam też kontynuował naukę pod okiem nowego nauczyciela – Thomasa Couture’a. W 1868 założył w Puerto Rico Wolną Akademię Sztuk Pięknych, a w 1884 szkołę artystyczną dla kobiet. Został honorowany hiszpańskim Orderem Carlosa III. Zmarł w San Juan, w Puerto Rico.